# Daia (okręg Giurgiu)
Daia – wieś w Rumunii, w okręgu Giurgiu, w gminie Daia. W 2011 roku liczyła 1034 mieszkańców.